# 1132
1132 (MCXXXII) je bilo prestopno leto, ki se je po julijanskem koledarju začelo na petek.

## Dogodki

### Slovenija
- Ustanovljen je Cistercijanski samostan Stična, najstarejši samostan na današnjem slovenskem ozemlju.

### Evropa
- 24. julij - Bitka pri Noceri: apulijski uporniki pod vodstvom normanskih plemičev Rainulfa II. Alifejskega in Roberta II. Kapuanskega porazijo vojsko siciljskega kralja Rogerja II.. Rainulf je sicer Rogerjev svak.

- Irski škof Malahija je povzdignjen v nadškofa Armagha, Irska. Domače keltsko obredje je zamenjal z latinskim obredom.
- Posvetitev samostanov: opatij Fountains in Rievaulx (obe Yorkshire, Anglija); opatije Basingwerk, Wales.
- Rimsko-nemški cesar Lotar III. poskusi z obleganjem Milana, vendar odneha zaradi premajhne vojske.
- Po smrti kijevskega velikega kneza Mstislava I. močno pade podpora novgorodskemu knezu in njegovemu sinu Vsevolodu Mstislaviču. Novi kijevski veliki knez in njegov stric Jaropolk II. prestavi Vsevoloda v kneževino Pereslavl.

### Azija
- junij - Uničujoč požar v Hangzhouju, novi prestolnici Južnega Songa. Vlada Južnega Songa s socialnimi programi zagotovi hitro obnovo mesta.
- Južni Song ustanovi prvo stalno pomorsko mornarico na Kitajskem.
- Šri Lanka: umrlega kralja šrilanškega kraljestva Polonnaruwa Vikramabahuja I. nasledi Gadžabahu II.

### Afrika
- Almohadi: po dveh letih sporov okoli prevzema vodstva v teokratskem almohadskem versko-političnem gibanju postane novi voditelj, kalif Abd al-Mu'min.

## Rojstva
- 2. februar - Vilijem iz Norwicha, angleški otroški svetnik, žrtev umora († 1144)
- 21. april - Sančo VI., navarski kralj († 1194)
- Ivan Komnen Vazances, bizantinski general († 1182)
- Rašid ad-Din Sinan, voditelj Asasinov († 1192)
- Rhys ap Gruffydd, valižanski kralj Deheubartha († 1197)
- Vladimir III. Mstislavič, kijevski veliki knez († 1173)

## Smrti
- 1. april - Hugo iz Grenobla, škof, svetnik (* 1053)
- 14. april - Mstislav I. , kijevski knez (* 1076)
- Vikramabahu I., šrilanški kralj